# العلاقات الصربية الكوستاريكية
العلاقات الصربية الكوستاريكية هي العلاقات الثنائية التي تجمع بين صربيا وكوستاريكا.

## مقارنة بين البلدين
هذه مقارنة عامة ومرجعية للدولتين:
| وجه المقارنة                                              | صربيا                                                      | كوستاريكا                                 |
| --------------------------------------------------------- | ---------------------------------------------------------- | ----------------------------------------- |
| المساحة (كم2)                                             | 88.36 ألف                                                  | 51.10 ألف                                 |
| عدد السكان (نسمة)                                         | 7.02 مليون                                                 | 4.91 مليون                                |
| الكثافة السكانية (ن./كم²)                                 | 79.45                                                      | 96.09                                     |
| العاصمة                                                   | بلغراد                                                     | سان خوسيه                                 |
| اللغة الرسمية                                             | اللغة الصربية                                              | اللغة الإسبانية                           |
| العملة                                                    | دينار صربي                                                 | كولون كوستاريكي                           |
| الناتج المحلي الإجمالي (بليون دولار)                      | 41.43 مليار                                                | 57.06 مليار                               |
| الناتج المحلي الإجمالي (تعادل القوة الشرائية) بليون دولار | 100.13 مليار                                               | 74.98 مليار                               |
| الناتج المحلي الإجمالي الاسمي للفرد دولار أمريكي          | 5.24 ألف                                                   | 11.26 ألف                                 |
| الناتج المحلي الإجمالي للفرد دولار أمريكي                 | 13.59 ألف                                                  | 14.92 ألف                                 |
| مؤشر التنمية البشرية                                      | 0.771                                                      | 0.766                                     |
| رمز المكالمات الدولي                                      | +381                                                       | +506                                      |
| رمز الإنترنت                                              | .rs، .срб ‏                                                 | .cr، قائمة نطاقات المستوى الأعلى للإنترنت |
| المنطقة الزمنية                                           | توقيت وسط أوروبا، ت ع م+01:00، ت ع م+02:00، أوروبا/بلغراد ‏ | 00                                        |

## منظمات دولية مشتركة
يشترك البلدان في عضوية مجموعة من المنظمات الدولية، منها:
| علم المنظمة | اسم المنظمة                               | تاريخ انضمام صربيا | تاريخ انضمام كوستاريكا |
| ----------- | ----------------------------------------- | ------------------ | ---------------------- |
|             | الاتحاد البريدي العالمي                   | ?                  | ?                      |
|             | يونسكو                                    | 20 ديسمبر 2000     | 19 مايو 1950           |
|             | البنك الدولي للإنشاء والتعمير             | 25 فبراير 1993     | 8 يناير 1946           |
|             | وكالة ضمان الاستثمار متعدد الأطراف        | 19 مارس 1993       | 8 فبراير 1994          |
|             | الاتحاد الدولي للاتصالات                  | 1 يونيو 2001       | 13 سبتمبر 1932         |
|             | منظمة الشرطة الجنائية الدولية             | ?                  | ?                      |
|             | مؤسسة التمويل الدولية                     | 25 فبراير 1993     | 20 يوليو 1956          |
|             | الأمم المتحدة                             | 1 نوفمبر 2000      | 2 نوفمبر 1945          |
|             | مؤسسة التنمية الدولية                     | 25 فبراير 1993     | 30 يونيو 1961          |
|             | الفريق المعني برصد الأرض                  | ?                  | ?                      |
|             | منظمة حظر الأسلحة الكيميائية              | ?                  | ?                      |
|             | المركز الدولي لتسوية المنازعات الاستشارية | 8 يونيو 2007       | 27 مايو 1993           |

## وصلات خارجية
- موقع وزارة الخارجية الصربية
- موقع وزارة الخارجية الكوستاريكية